# Кілківська сільська рада
Кілківська сільська рада — колишня адміністративно-територіальна одиниця та орган місцевого самоврядування у Любарському, Бердичівському і Чуднівському районах Житомирської і Бердичівської округ, Вінницької й Житомирської областей Української РСР та України з адміністративним центром у с. Кілки.

## Населені пункти
Сільській раді були підпорядковані населені пункти:
- с. Кілки
- с. Волосівка
- с. Подолянці

## Населення
Кількість населення ради, станом на 1923 рік, становила 1 055 осіб, кількість дворів — 325.
Відповідно до перепису населення СРСР, станом на 17 грудня 1926 року, чисельність населення ради становила 1 188 осіб, з них, за статтю: чоловіків — 573, жінок — 615; етнічний склад: українців — 1 188. Кількість господарств — 261.
Відповідно до результатів перепису населення СРСР, кількість населення ради, станом на 12 січня 1989 року, становила 1 942 особи.
Станом на 5 грудня 2001 року, відповідно до перепису населення України, кількість мешканців сільської ради становила 1 653 особи.

## Склад ради
Рада складалася з 16 депутатів та голови.

### Керівний склад сільської ради
| ПІБ                         | Основні відомості                                                                             | Дата обрання | Дата звільнення |
| --------------------------- | --------------------------------------------------------------------------------------------- | ------------ | --------------- |
| Паращенко Віктор Васильович | Сільський голова, 1963 року народження, освіта, член Всеукраїнського об'єднання 'Батьківщина' | 26.03.2006   | 31.10.2010      |
| Паращенко Віктор Васильович | Сільський голова, 1963 року народження, освіта вища, безпартійний                             | 31.10.2010   |                 |

Примітка: таблиця складена за даними джерела

## Історія
Створена 1923 року в складі с. Кілки та хутора Мошанець Красносільської волості Полонського повіту Волинської губернії. Станом на 1 жовтня 1941 року х. Мошанець не перебуває на обліку населених пунктів.
Станом на 1 вересня 1946 року сільська рада входила до складу Чуднівського району Житомирської області, на обліку в раді перебувало с. Кілки.
11 серпня 1954 року, відповідно до указу Президії Верховної ради Української РСР «Про укрупнення сільських рад по Житомирській області», до складу ради приєднано с. Подолянці ліквідованої Подолянецької сільської ради. 5 березня 1959 року, відповідно до рішення Житомирського облвиконкому № 161 «Про ліквідацію та зміну адміністративно-територіального поділу окремих рад області», до складу ради включено с. Волосівка ліквідованої Волосівської сільської ради Чуднівського району. 29 червня 1960 року, відповідно до рішення Житомирського ОВК № 683 «Про об'єднання деяких населених пунктів в районах області», с. Подолянці приєднане до с. Кілки.
На 1 січня 1972 року сільська рада входила до складу Чуднівського району Житомирської області, на обліку в раді перебували села Волосівка та Кілки.
27 березня 2009 року Житомирська обласна рада, рішенням «Про відновлення села Подолянці в Чуднівському районі», вирішила відновити с. Подолянці і підпорядкувала його Кілківській сільській раді.
Виключена з облікових даних 17 липня 2020 року. Територію та населені пункти ради, відповідно до розпорядження Кабінету Міністрів України № 711-р від 12 червня 2020 року «Про визначення адміністративних центрів та затвердження територій територіальних громад Житомирської області», включено до складу Вільшанської сільської територіальної громади Житомирського району Житомирської області.
Входила до складу Любарського (7.03.1923 р.), Чуднівського (21.08.1924 р., 8.12.1966 р.) та Бердичівського (30.12.1962 р.) районів.